# 守山トンネル
守山トンネル（もりやまトンネル）は、名古屋第二環状自動車道 引山IC-大森IC 間（愛知県名古屋市守山区） に存在するトンネルである。

## 概要
矢田川の下を通る水底トンネル。ただし前後が連続した半地下区間となっているため、トンネル入口にある表示板および「危険物積載車両通行止め」の標識のみが区別をするための目印となる。この道路からは見えないが、上に国道302号線の矢田川大橋が架かっている。
水底トンネルであるという性質上、この区間はタンクローリー等の危険物積載車両の通行が禁止されている。また、約1.1km南（名古屋南方面）には香流川の下を通る名東トンネルがあり、こちらも規制の対象となっている。

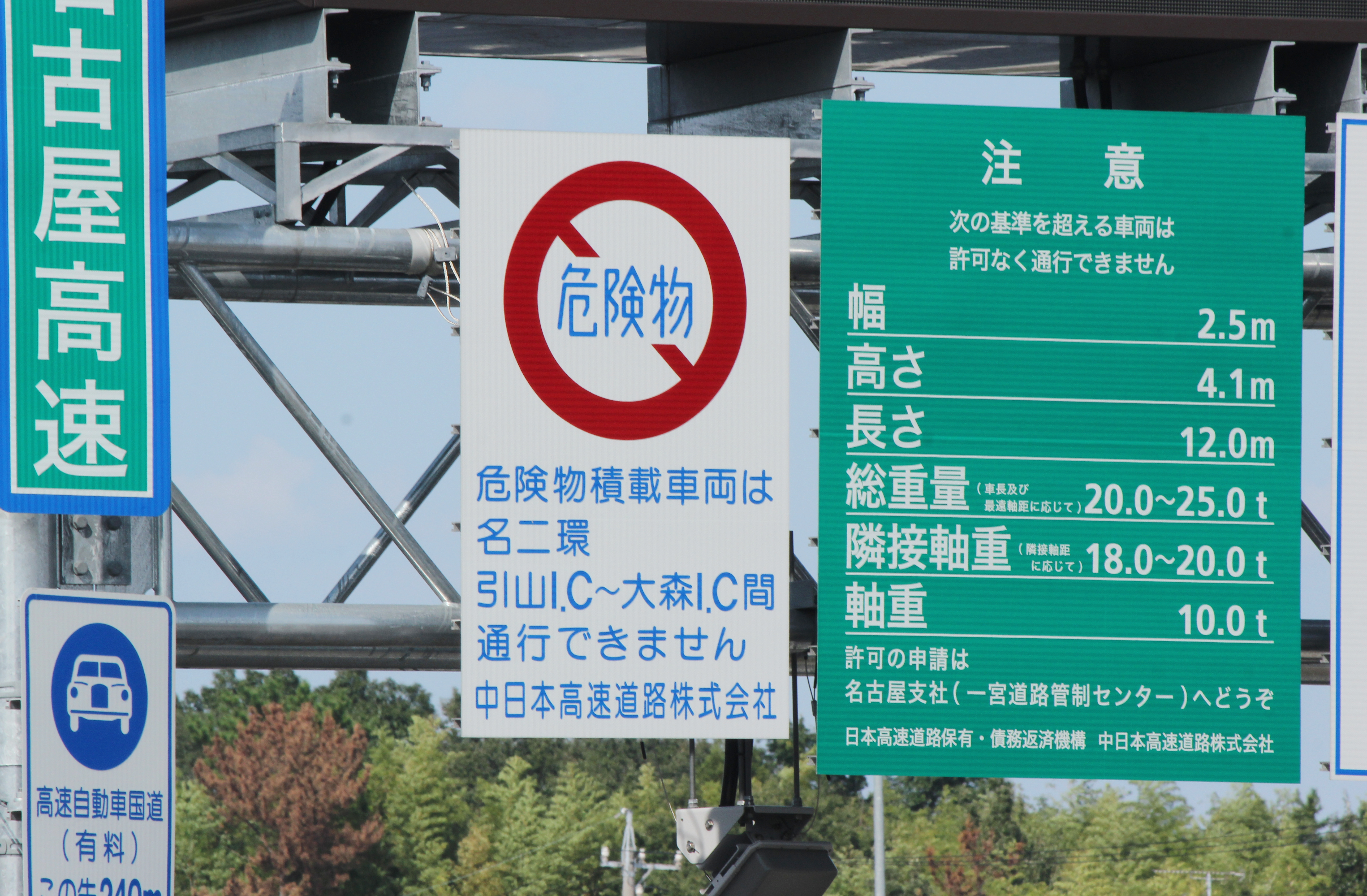
インターチェンジ入口にある危険物積載車輌通行禁止の規制予告標識
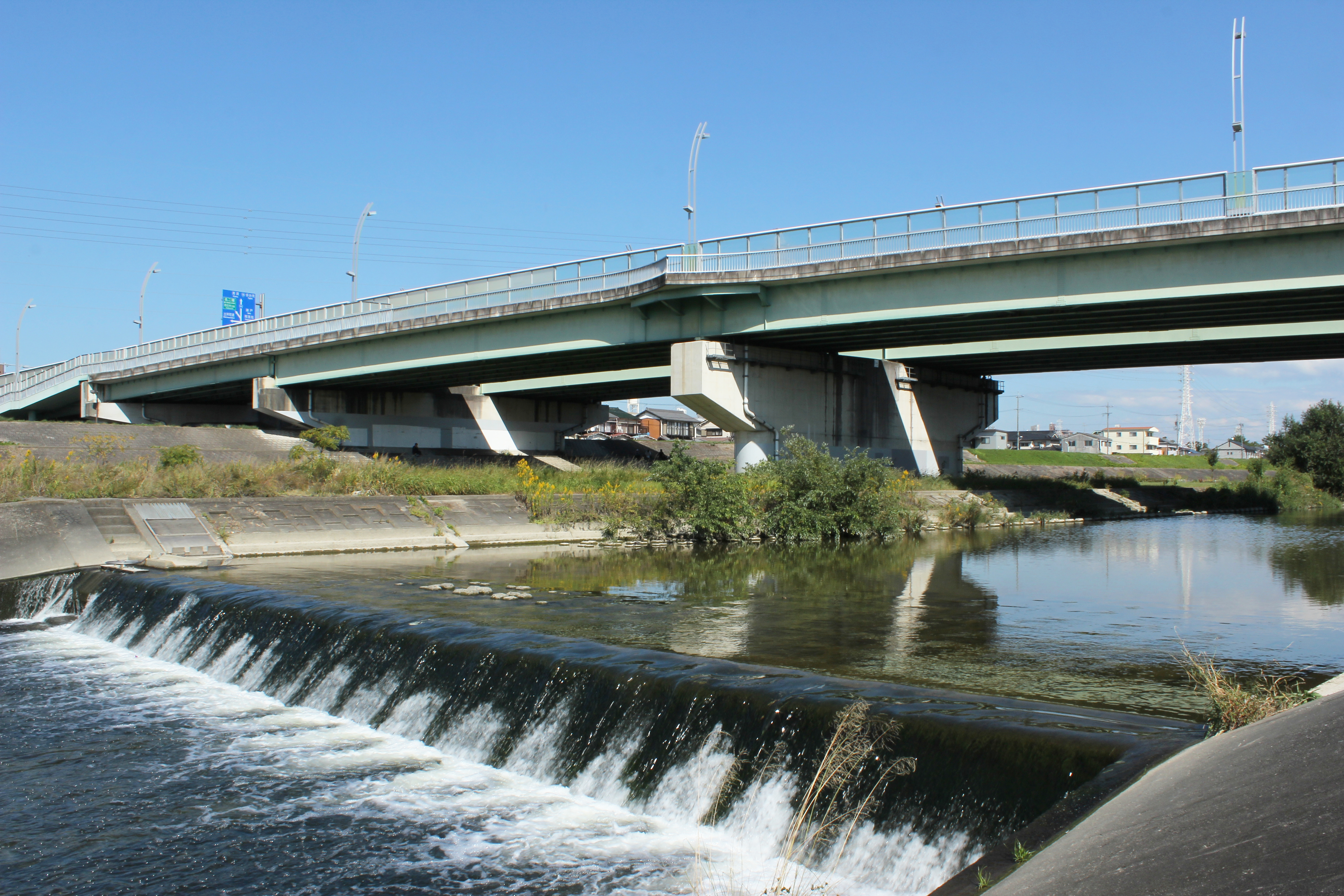
矢田川大橋 この下を守山トンネルが通る

## 隣
C2 名古屋第二環状自動車道
(7)引山IC（名古屋南方面出入口） - 名東トンネル - 守山トンネル - (8)大森IC（楠方面出入口）